# Trichosteleum leviusculum
Trichosteleum leviusculum är en bladmossart som beskrevs av Ferdinand François Gabriel Renauld och Jules Cardot 1901. Trichosteleum leviusculum ingår i släktet Trichosteleum och familjen Sematophyllaceae. Inga underarter finns listade i Catalogue of Life.